# Shailendra Kumar Upadhyaya

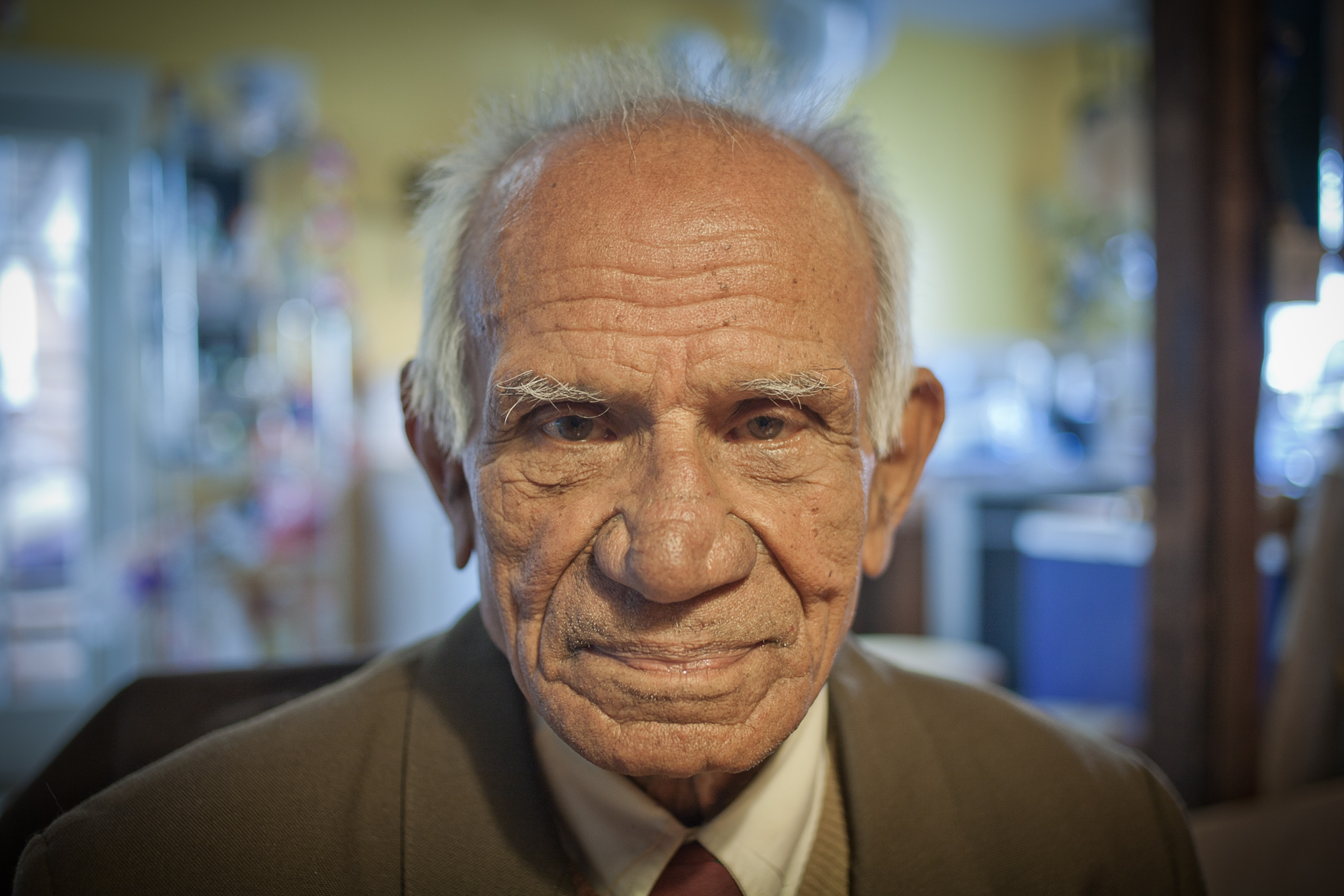
Shailendra Kumar Upadhyaya (2011)

Shailendra Kumar Upadhyaya (* 17. September 1929 in Kurnuwl, Benares, Indien; † 9. Mai 2011 auf dem Mount Everest, Nepal; auch: Upadhyay) war ein nepalesischer Politiker.
Upadhyay war von 1972 bis 1978 Ständiger Vertreter Nepals bei den Vereinten Nationen in New York und von 1986 bis 1990 Außenminister von Nepal.
Er starb am 9. Mai 2011 bei einem Versuch einer Mount-Everest-Besteigung. Er wollte den Altersrekord der Besteigung als ältester Mensch brechen.